# 허금파
허금파(許錦波)는 근세조선의 판소리 명창이다. 전라북도 고창에서 태어났다. 김세종 문하에서 판소리를 배우고 신재효의 지도를 받아서 명창이 되었다. 《춘향가》를 잘했으며, 특히 옥중 장면을 잘하였다.